# 원생누대
원생누대(原生累代, Proterozoic Eon)는 시생누대 다음의, 현생누대의 고생대 이전의 약 25억년 전부터 5억 4100만년 전까지의 지질 시대이다. 
명왕누대, 시생누대를 포함하여 선캄브리아 시대라고도 한다. 3시기로 구분하여 고원생대, 중원생대, 신원생대로 나눌 수 있다.
이 시기의 특기할 만한 사건으로는
- 해초류, 남세균(스트로마톨라이트)에 의한 대기 중 산소 농도 증가[내용 각주 1]
- 수 차례의 빙하기와 이들 중 신원생대 후기의 눈덩이 지구
- 다세포생물의 출현 (에디아카라 생물군)

## 지질학적 기록
원생누대 동안의 지질학적 기록은 이전의 시생누대에 비하여 훨씬 낫다. 시생누대의 퇴적암은 심해에서 만들어진 것이 많은 반면 원생누대의 퇴적암은 얕은 바다에서 퇴적된 퇴적암들이 많다. 또 시생누대의 암석에 비하여 덜 변성받았다. 이 시기에는 대륙 지각의 성장, 초대륙 주기, 윌슨 주기로 대표되 현대적인 조산운동을 보여준다.
원생누대가 시작되고 곧 지금까지 알려진 최초의 빙하기(24~22억년전)가 있었고, 신원생대동안 최소한 네 차례의 빙하기가 있었으며 성빙기의 눈덩이 지구 때 그 절정을 이루었다.

## 산소의 축적
원생누대 동안의 가장 중요한 사건은 대기에 산소가 공급된 것이다. 이 때 공급된 산소는 일단 황과 철을 산화시켜야 했고 이 작업이 23억 년 전에 끝난 이후에야 대기에 산소가 공급될 수 있었다. 이전까지 대기중 산소의 농도는 지금의 1~2%에 불과했다. 호상철광층은 현대 철광수요의 대부분을 공급하는데, 이들은 광합성을 통해 공급되는 산소를 흡수하고 바닷물이 연직방향으로 섞이는 작용을 통하여 형성되었고, 이들의 축적은 19억 년 전에야 끝나게 된다.
적색단층(單層)은 적철석을 풍부하게 함유하고 있기 때문에 붙여진 이름인데, 이들이 이전에는 발견되지 않다가 20억 년 전 이후에 퇴적된 암석에서 발견되는 것은, 이 시기 이후로 대기 중의 산소 농도가 높아지고 있음을 지시한다. 산소의 축적에는 두가지 요인이 작용했다. 첫 번째는 화학적 흡수원이 완전히 채워졌다는 것이고, 두 번째는 탄소의 매장이 많아졌다는 것이다. 탄소의 매장은 유기물을 빨리 땅 속으로 끌고 갔는데, 그렇지 않았다면 이들이 산화되면서 산소를 흡수하였을 것이다.

## 원생누대의 생물
최초의 발전된 단세포 생물과 다세포생물은 산소의 축적과 함께 나타난다. 진핵생물이 사용하는 산화질소가 풍부해진 것이 원인일 수 있다. 시아노박테리아는 산화질소를 이용하지 않는다. 미토콘드리아와 엽록체가 숙주세포와 공생하기 시작한 것도 원생누대 동안이다.
진핵생물이 번성한 것이 시아노박테리아의 번성을 배제하는 것은 아니었다. 실제로 스트로마톨라이트는 원생누대 동안이었던 12억 년 전에 최고로 번성하고 다양성도 최고도에 달했다.
고전적으로 원생누대와 현생누대의 경계는 최초의 동물화석인 삼엽충과 고배동물의 화석이 나오기 시작하는 시기인 캄브리아기 하부경계로 정해졌다. 20세기 후반 동안 몇몇 화석들이 원생누대 암석에서 발견되었으나, 원생누대의 상부경계는 캄브리아기의 하부경계로 고정되어 있고 그 시기는 5억 4200만 년 전이다.

## 같이 보기
- 자연사 연표